# حسابدار ۲
حسابدار ۲ (انگلیسی: The Accountant 2) یک فیلم اکشن و دلهره‌آور آمریکایی محصول سال ۲۰۲۵ به کارگردانی گوین اوکانر و نویسندگی بیل دوبوک است. این فیلم دنبالهٔ حسابدار (۲۰۱۶) به‌شمار می‌رود. بن افلک، جان برنثال، جی. کی. سیمونز و سینتیا آدای-رابینسون نقش‌های خود از فیلم اول تکرار می‌کنند و دنیلا پیندا به بازیگران می‌پیوندد.
حسابدار ۲ در ۸ مارس ۲۰۲۵ در جشنواره جنوب از جنوب غربی به نمایش درآمد و نقدهای مثبتی از منتقدان دریافت کرد. این فیلم در ۲۵ آوریل ۲۰۲۵ در ایالات متحده و توسط آمازون ام‌جی‌ام استودیوز از طریق مترو گلدوین مایر اکران شد. دنباله‌ای از این فیلم در دست ساخت است.

## خلاصه داستان
وقتی یکی از نزدیکان مریبت مدینا توسط قاتلان ناشناس کشته می‌شود، این مأمور خزانه‌داری ناچار می‌شود برای حل این پرونده با کریستین وولف همکاری کند. کریس، با تکیه بر ذهن درخشانش و همراهی برادر جدا افتاده اما خطرناک خود، براکس، از روش‌هایی نه‌چندان معمولی برای کنار هم گذاشتن قطعات این پازل حل‌نشده بهره می‌برد. اما هرچه آن‌ها به حقیقت نزدیک‌تر می‌شوند، توجه برخی از بی‌رحم‌ترین قاتلان زنده به آن‌ها جلب می‌شود—همه در تلاشند تا این جستجو را برای همیشه متوقف کنند.

## بازیگران
- بن افلک در نقش کریستین ولف، یک حسابدار خودمانده که برای برخی از خطرناک‌ترین جنایتکاران جهان پولشویی می‌کند.
- جان برنثال در نقش براکس (براکستون)، برادر کریستین. او یک شرکت امنیتی برای مشتریان مطرح اداره می‌کند.
- جی. کی. سیمونز در نقش ریموند کینگ، مدیر شبکه مقابله با جرائم مالی وزارت خزانه‌داری
- سینتیا ادای-رابینسون در نقش مریبت مدینا، یک مأمور جوان خزانه داری که وظیفه دارد هویت واقعی حسابدار را پیدا کند.
- دنیلا پیندا در نقش آنائیس
- آلیسون رابرتسون در نقش جاستین
  - الیسون رایت به عنوان صداپیشه جاستین (او در فیلم قبلی نیز نقش جاستین را ایفا کرده بود)
- رابرت مورگان
- گرانت هاروی
- اندرو هاوارد در نقش باتو

## تولید
در ژوئن ۲۰۱۷، برای حسابدار دنباله‌ای اعلام شد که در حال ساخت است و گاوین اوکانر و بیل دوبوک به عنوان کارگردان و نویسنده بازگشتند. قرار بود بن افلک در نقش اصلی بازگردد. در فوریه ۲۰۲۰، افلک تأیید کرد که توسعهٔ پروژه در حال انجام است، و استودیو در نظر داشت فیلم‌نامه جداگانه‌ای را که در حال نوشتن آن است را به حسابدار ۲ تبدیل کند. افلک همچنین به پتانسیل یک مجموعهٔ تلویزیونی ابراز علاقه کرد.
در سپتامبر ۲۰۲۱، کانر در مصاحبه‌ای با سینما بلِند اعلام کرد که دنباله‌ای در دست ساخت است و احتمال ساخت فیلم سوم نیز وجود دارد. افلک و جان برنثال دوباره برای حضور در نقش کریستین ولف و برکس تأیید شدند. در مارس ۲۰۲۴، جی. کی. سیمونز و سینتیا ادای-رابینسون نیز اعلام کردند که باز خواهند گشت.
تصویربرداری اصلی در ۲۵ مارس ۲۰۲۴ در کالیفرنیا آغاز شد. در فوریه ۲۰۲۴، اعلام شد که آمازون ام‌جی‌ام استودیوز حقوق فیلم را از کمپانی برادران وارنر، با حدود ۱۰ میلیون دلار هزینه مشروط و مشوق‌های مالیاتی به دست آورده است. سیموس مک گاروی به عنوان فیلم‌بردار در پروژه انتخاب شد. در آوریل همان سال، دنیلا پیندا، آلیسون رابرتسون، رابرت مورگان و گرانت هاروی به بازیگران پیوستند.

## آینده
در سپتامبر ۲۰۲۱، اوکانر برنامه‌های خود را برای گسترش حسابدار به سه‌گانه‌ای از فیلم‌ها اعلام کرد. با توجه به اینکه قرار بود تولید پشت سر هم با قسمت دوم تکمیل شود، فیلم‌ساز فیلم سوم را فیلم زوج هنری توصیف کرد و پروژه را «مرد بارانی با شدت بیشتر» نامید.